# Санчо (король Галісії)
Санчо I (*Sancho I, бл. 895 —929) — король Галісії у 926-929 роках.

## Життєпис
Походив з династії Астур-Леон. Старший син Ордоньйо II, короля Леона і Галісії, та Ельвіри Менендес. Про молоді роки немає відомостей. Після смерті батька у 924 році був усунутий від претензій на трон на користь стрийка Фруели II. Після смерті останнього у 925 році разом з братами Альфонсо і Раміро вступив у боротьбу за владу із двоюрідним братом Альфонсо Фруелесом.
При підтримці грандів Галісії та Хімено II, короля Наварри, Санчо з братами вдалося здолати супротивника. В результаті у 926 році він стає королем Галісії. Коронувався в Сантьяго-де-Кампостела. У 927 році задля зміцнення свого становища одружився з Гото Нуньєс, представницею могутнього роду Гуттьєрес. Завдяки цьому зміг панувати в Галісії доволі мирно.
У зовнішній політиці дотримувався союзних стосунків з братами: Альфонсо IV, королем Леону, та графом Раміро. Помер раптово у 929 році. Поховано в монастирі Санта-Марія-де-Кастильо-де-Міньо. Удова Санчо стала абатисою цього монастиря. Королівство Галісія успадкував Альфонсо IV.